# Eusterinx similis
Eusterinx similis là một loài tò vò trong họ Ichneumonidae.